# Gobstopper

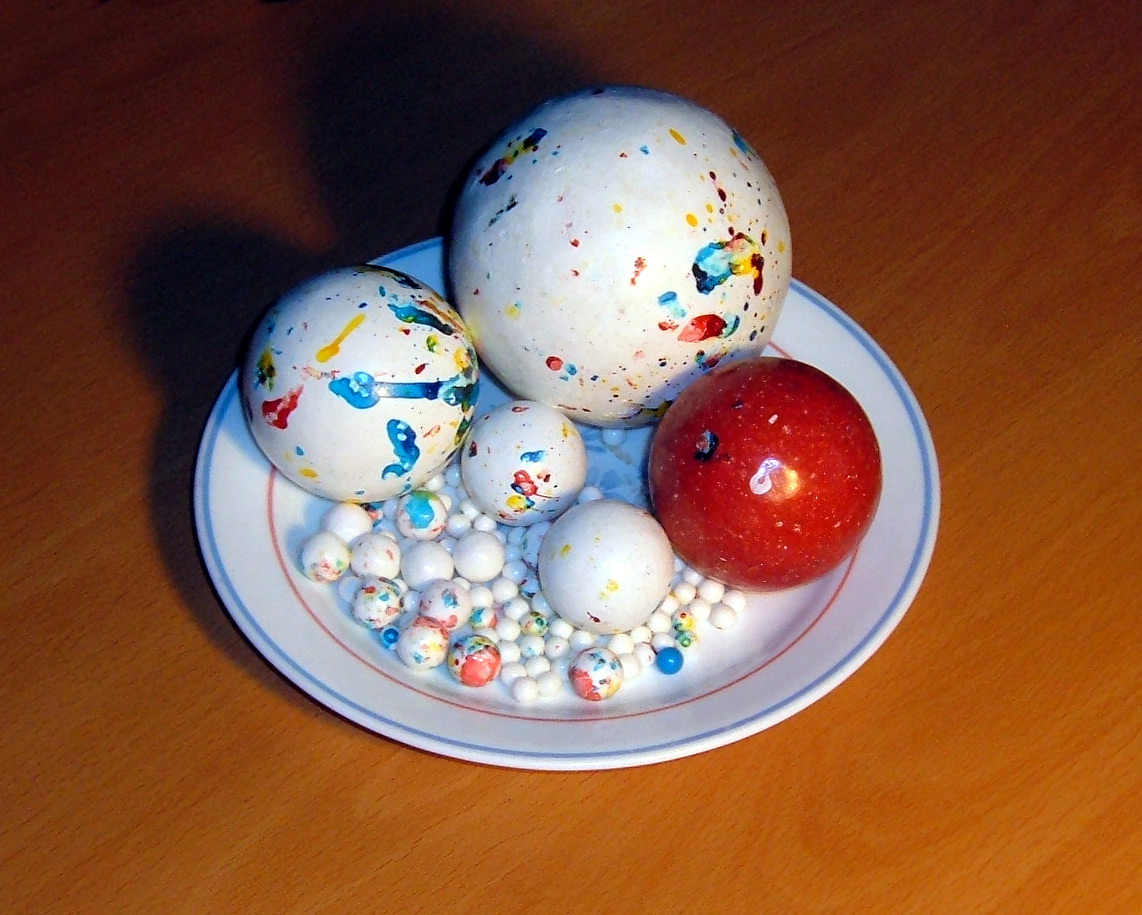
Gobstopper di varie dimensioni

La Gobstopper, anche conosciuta come spaccamascella, spaccadenti e jawbreaker, è un tipo di caramella dura.

## Storia
Le gobstopper erano dolci popolari fra gli scolari inglesi tra la prima e la seconda guerra mondiale. Nel suo libro per bambini La fabbrica di cioccolato del 1964, l'autore britannico Roald Dahl ha descritto le Everlasting Gobstoppers (tradotte in italiano come le "succhia-succhia-che-mai-si-consuma"), un tipo fittizio di gobstopper che non potrebbe mai rimpicciolirsi o essere finito. Anni più tardi, nel 1976, la Willy Wonka Candy Company ha introdotto nel mercato le Everlasting Gobstoppers, che rientrano fra diversi tipi di dolci da essa fabbricati e ispirati a quelli citati da Dahl nel suo libro. Nel 2003, Taquandra Diggs, una bambina di nove anni di Starke, in Florida, ha subito gravi ustioni presumibilmente per aver morso una Wonka Everlasting Gobstopper divenuta rovente a causa del calore solare. Diverse famiglie, fra cui quella di Diggs e di altre presunte vittime hanno intentato causa contro la Nestlé, detentrice della Willy Wonka Candy Company, per le spese mediche derivanti dalla chirurgia plastica, nonché dal dolore e dalla sofferenza causati dalle caramelle; le questioni sono state successivamente risolte fuori dal tribunale per un importo non divulgato.

## Caratteristiche

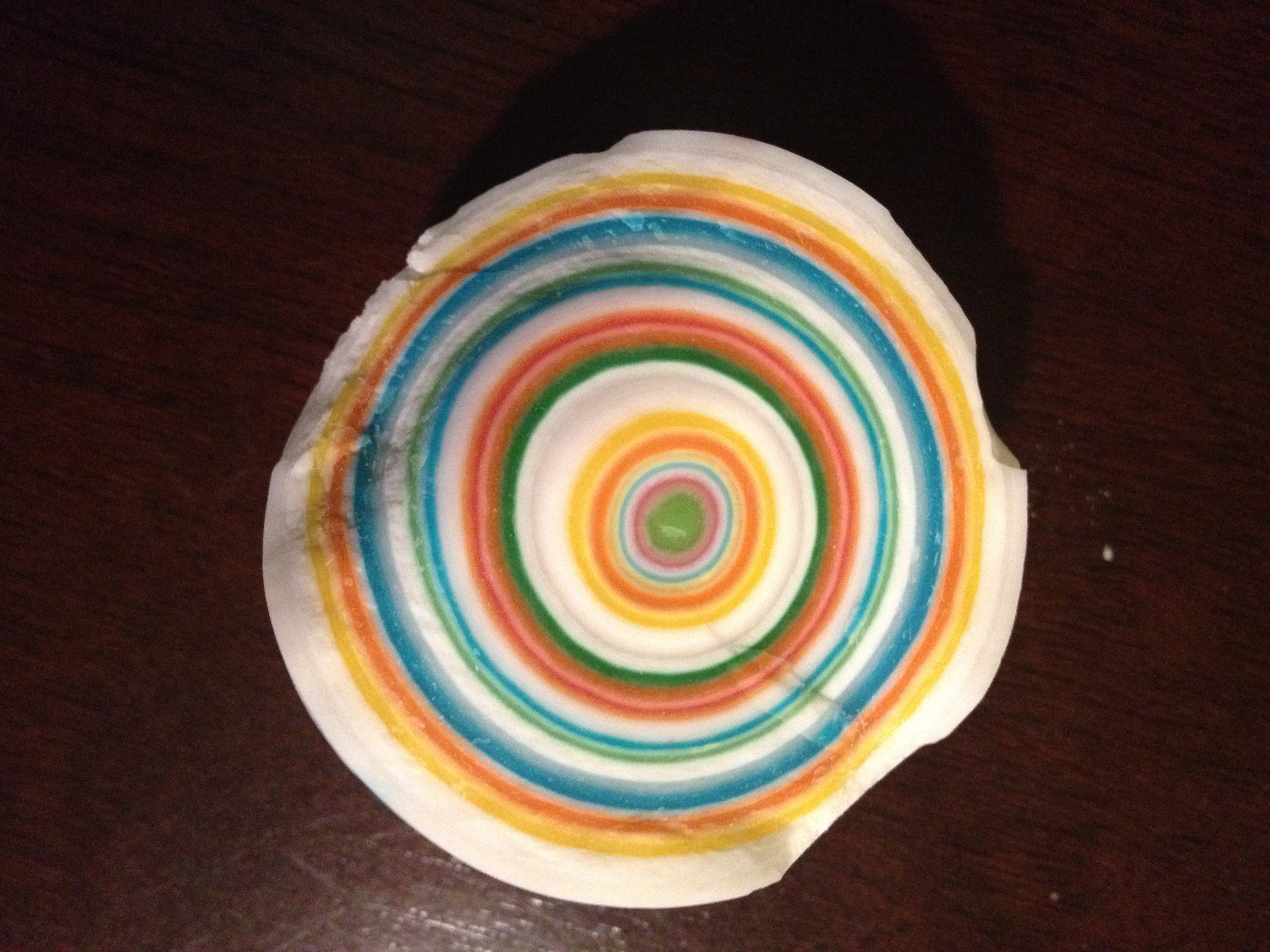
Interno di una gobstopper

Le gobstopper hanno forma rotonda e il loro diametro, che varia da 1/3 cm fino a 8 cm, dipende dal loro numero di strati. Ciascuno strato ha un particolare colore e aroma. Le gobstopper sono troppo difficili da mordere senza rischiare danni ai denti. Dal momento che le gobstopper si dissolvono molto lentamente in bocca, durano molto a lungo, il che è un fattore importante nella loro duratura popolarità fra i bambini. Le gobstopper più grandi possono richiedere giorni o addirittura settimane per dissolversi completamente.
Le gobstopper vengono preparate depositando lentamente degli strati di zucchero su un nucleo centrale e vengono fabbricate in grandi bassine riscaldate. Le jawbreaker richiedono diverse settimane per la loro produzione, in quanto il processo di aggiunta di zucchero liquido viene ripetuto più volte. Colori e aromi naturali e artificiali sono anche aggiunti durante il processo.

## Etimologia
Il termine gobstopper si basa sulla combinazione dei termini gob, termine gergale britannico e irlandese che indica la bocca, e stopper, ovvero "che ferma". I due termini pertanto indicano che tale caramella è sufficientemente dura da frenarne la masticazione. La parola jawbreaker significa letteralmente "spacca-mascelle".

## Nella cultura di massa
Nella serie tv animata Ed, Edd & Eddy le spaccamascella sono un elemento ricorrente. I protagonisti cercano in tutti modi di acquistarle tramite truffe e stratagemmi vari. La caramella compare anche nel film Amiche Cattive di Darren Stein (1999) ed è usata per tappare la bocca ad una delle protagoniste.